# Розсказовський район
Розсказовський район (рос. Рассказовский район) — адміністративно-територіальна одиниця (район) і муніципальне утворення (муніципальний район) в центрі Тамбовської області Росії.
Адміністративний центр — місто Розсказово.

## Географія
Площа району — 1802,08 км. Район розташовано в центрі Тамбовської області й межує: з Ржаксінським, Сампурським, Знаменським, Бондарським, Інжавінським і Кірсановським районами області.

### Природа
У Расказовських лісах, що займають площу понад 300 км², ростуть ялини, сосни, берези і липи, водяться солов'ї, зозулі та горобці.
У роки Великої Вітчизняної війни в Розсказовському районі вівся видобуток торфу. А біля села Нікольське знаходяться великі родовища фосфоритиів і титаново-цирконієвих руд. У цьому ж селі знаходиться геологічна пам'ятка пізньокрейдяної епохи, розташований на березі річки Великий Ломовіс.